# Žehra
Để biết danh sách những nhân vật và địa điểm có tên Zehra hoặc các tên gọi khác, tham khảo Zehra (tên)
Žehra (tiếng Đức: Schigra) là một ngôi làng và khu tự quản thuộc huyện Spišská Nová Ves của vùng Košice có vị trí ở khu vực trung-đông Slovakia.

## Địa lý
Ngôi làng nằm ở độ cao 426 mét và có diện tích 9,658 km². Dân số khoảng 1700 người.

## Dân số
| Năm            | 1994 | 2004    | 2014    | 2024    |
| -------------- | ---- | ------- | ------- | ------- |
| Số lượng người | 1265 | 1696    | 2300    | 2767    |
| Sự khác biệt   |      | +34,07% | +35,61% | +20,30% |

| Năm            | 2023 | 2024   |
| -------------- | ---- | ------ |
| Số lượng người | 2736 | 2767   |
| Sự khác biệt   |      | +1,13% |

## Nhà thờ Žehra
Ngôi làng lần đầu tiên được nhắc đến trong các tài liệu ghi chép của địa phương là vào năm 1245, khi Bá tước Johann Žehra được chính quyền nhà thờ Spiš cho phép xây dựng một nhà thờ ở đó.
Nhà thờ được hoàn thành vào năm 1275 tọa lạc trên một gò đất phía trên ngôi làng và được chú ý không chỉ vì vẻ ngoài đẹp như tranh vẽ, mà còn bởi hàng loạt bức tranh treo tường. Những bức tranh này vẫn tồn tại, mặc dù đã xảy ra nhiều thiệt hại cho tòa nhà trong quá khứ, bao gồm một trận hỏa hoạn vào thế kỷ 15 đã thiêu rụi cấu trúc trần ban đầu của nó. Tòa nhà còn lại có cấu trúc gian giữa đơn, trên cùng là những mái vòm hình củ hành của thế kỷ 17.
Những bức tranh treo tường lâu đời nhất là một bộ tám thánh giá thánh hiến, đánh dấu những điểm mà tòa nhà ban đầu tọa lạc với lễ rửa tội bằng dấu thánh, chứng tỏ nơi đây có niên đại từ thế kỷ 13.
Sau đó vào thế kỷ 13, giai đoạn thứ hai của các bức tranh là hình ảnh khắc họa thần Golgotha trên mái che ở cửa phía nam của nhà thờ.
Các bức bích họa trong khu bảo tồn, có niên đại từ thế kỷ 14, cho thấy sự ảnh hưởng của đế quốc Đông La mã, bao gồm các đại diện của Phán xét cuối cùng, Bữa ăn tối cuối cùng, Thảo danh Chúa Giê-su và Các vị thánh Cosmas và Damian, các vị thánh bảo trợ của các giáo sư.
Trên bức tường phía bắc có hai bức bích họa 'được đóng khung' đáng chú ý, một bức mô tả Pietà, bức còn lại thể hiện Cây Sự sống mang tính biểu tượng, tượng trưng cho chiến thắng của Nhà thờ trước Giáo đường Do Thái.
Các bức bích họa còn lại có niên đại từ thế kỷ 15.
Những bức tranh này được cất giữ vì sau một đợt bùng phát bệnh dịch hạch vào thế kỷ 17, bên trong nhà thờ được phủ một lớp vôi vữa để khử trùng. Chúng được phát hiện một lần nữa vào những năm 1950 khi loại bỏ vôi bằng pho mát Cottage - vì có chứa casein nên rất hiệu quả.
Nhà thờ được tuyên bố là Di tích Quốc gia Tiệp Khắc vào năm 1985, và năm 1993 được liệt kê là Di sản Thế giới cùng với Lâu đài Spiš, Spišská Kapitula, Khu bảo tồn thiên nhiên Quốc gia Dreveník (hình thành từ travertine), và (từ năm 2009) thị trấn Levoča.